# Julian Hilliard

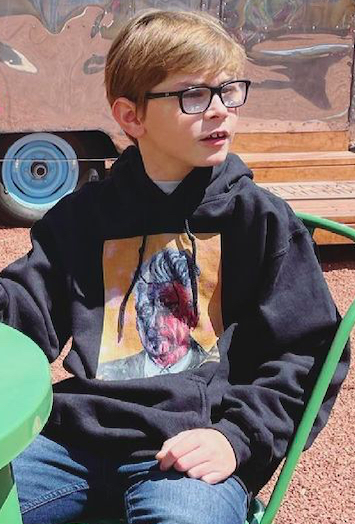
Julian Hilliard

Julian Hilliard (* 20. Juni 2011 in Dallas, Texas) ist ein amerikanischer Kinderdarsteller.

## Leben und Karriere
Hilliard ist der Sohn der Schauspielerin Arianne Martin und des Filmproduzenten und Regisseurs Justin D. Hilliard. Durch die Agentin seiner Mutter wurde er in einer Werbung eingesetzt, worauf er wenige Monate später im Jahr 2017 in seiner ersten Filmrolle besetzt wurde sowie für die Netflix-Serie Spuk in Hill House als jüngere Version der von Oliver Jackson-Cohen gespielten Rolle Luke Crain. Mit dieser Rolle war er für einen Young Artist Award nominiert. Danach folgten weitere Rollen in Horrorfilmen und -serien: 2019 in der Lovecraft-Verfilmung Die Farbe aus dem All als jüngster Sohn der Protagonistenfamilie, 2020 in dem Penny Dreadful-Spinoff City of Angels und in Conjuring 3: Im Bann des Teufels, der im Juni 2021 erschien, als der reale Danny Glatzel, der angeblich von einem Dämon besessen war.
Im Februar 2021 erschien Hilliard in der Marvel-Studios-Serie WandaVision als Billy Maximoff, ein Sohn der Titelfiguren Wanda Maximoff und Vision, neben Jett Klyne als Tommy Maximoff. Im Mai 2022 kehrten sie in dem Film Doctor Strange in the Multiverse of Madness, der auch an WandaVision anknüpft, zurück.

## Filmografie
- 2018: Never Goin’ Back (Film)
- 2018: Spuk in Hill House (Fernsehserie, 10 Episoden, The Haunting of Hill House)
- 2019: Greener Grass (Film)
- 2019: Die Farbe aus dem All (Film, The Color Out of Space)
- 2020: Penny Dreadful: City of Angels (Fernsehserie, 9 Episoden)
- 2021: WandaVision (Fernsehserie, 5 Episoden)
- 2021: Conjuring 3: Im Bann des Teufels (Film, The Conjuring: The Devil Made Me Do It)
- 2022: Doctor Strange in the Multiverse of Madness

## Nominierung
- Young Artist Award 2019: Beste Darstellung in einer Streamingserie oder einem Film, für Spuk in Hill House